# Setge de Siracusa (1298)
El Setge de Siracusa fou una de les batalles de la Guerra de Sicília

## Antecedents
La mort d'Alfons el Franc el 1291 donà origen, quatre anys més tard, a un gran conflicte entre la Corona d'Aragó i el Regne de Sicília doncs Jaume el Just fou proclamat comte rei de la Corona d'Aragó i delegà el regne de Sicília en el seu germà petit, Frederic.
La pau d'Anagni es va signar el 1295, i en ella Jaume el Just cedia el Regne de Sicília als Estats Pontificis i rebia del papa en compensació 12.000 lliures torneses i probablement la promesa d'infeudació de Còrsega i Sardenya, el casament de Jaume el Just amb Blanca de Nàpols, filla de Carles II d'Anjou i el retorn dels tres fills que Carles II d'Anjou havia hagut de deixar com a ostatges a Catalunya en canvi de la seva llibertat el 1288 alteraren radicalment la situació, car els sicilians es consideraren deslligats de la fidelitat deguda a Jaume II de Mallorca. En el mateix document, Carles I de Valois renunciava a la Corona d'Aragó i Jaume el Just tornava les Balears a Jaume II de Mallorca, a qui havien estat confiscades per Alfons el Franc.
Frederic II de Sicília va comptar amb el suport de molts dignataris catalans de Sicília i fou investit pel Parlament Sicilià l'11 de desembre de 1295 i coronat rei de Sicília el 25 de maig de 1296, nomenant el càrrec de virrei i de capità general de Sicília a Guillem Galceran de Cartellà i capità general de Calàbria a Blasco d'Alagó el vell, i iniciant una ofensiva a Calàbria. Roger de Llúria, desposseït dels seus castells sicilians, va passar a Calàbria on va intentar un aixecament contra Frederic, però fou derrotat en la batalla de Catanzaro i va tornar a Catalunya a bastir un nou estol en nom de Jaume el Just.
Jaume el Just anà a Roma el 1297 on rebé la investidura de Còrsega i Sardenya de mans de Bonifaci VIII, qui el va requerir per atacar al seu germà Frederic, que es negava a lliurar Sicília a l'Església i als angevins. Un cop preparat el nou estol es va dirigir a Nàpols, on l'esperava l'estol sicilià apostat a Ischia, que es va retirar a Sicilia per defensar l'illa abans que es reunissin els catalans amb els napolitans.

## El setge
La flota combinada, liderada per Roger de Llúria, va desembarcar i prendre Patti, i va escollir Siracusa com port per passar l'hivern, però s'hi va trobar una forta resistència. Entretant hi va haver una revolta a Patti que deixà la guarnició catalana encerclada al castell. Jaume el Just envià Joan de Llúria, nebot de Roger, a socórrer als assetjats per mar amb vint galeres, però fou rebutjat pels sicilians, que hi van anar al seu encontre amb vint-i-dues naus des de Messina i en capturaren setze de les catalanes. L'almirall fou capturat i executat després d'un judici.
Roger de Llúria es va dirigir per terra a Patti amb les seves tropes, que incloïen Roger de Flor i va aixecar el setge.
Aixecat el setge, Jaume el Just va marxar a Nàpols i després a Barcelona

## Conseqüències
L'any següent, Jaume el Just va preparar un nou estol per atacar Sicília, que va vèncer en la batalla del cap Orlando.